# Renault Clio

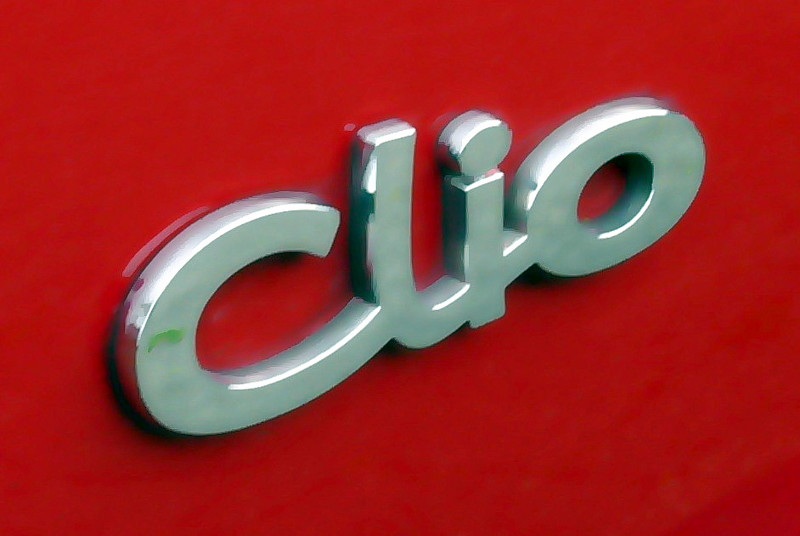
Schriftzug des zweiten Clio

Der Renault Clio, nach der Muse der Geschichtsschreibung in der griechischen Mythologie benannt, ist ein seit 1990 produzierter Kleinwagen des französischen Automobilherstellers Renault, der als Fünftürer und bis einschließlich der dritten Generation auch als Dreitürer erhältlich war. Von Anfang 2008 bis Ende 2019 wurde auch ein Kombi angeboten. Seit September 2019 wird die mittlerweile fünfte Generation offeriert. Bis Juli 2019 wurden bislang etwa 15 Millionen Clio hergestellt.

## Entwicklung
Der erste Clio löste Mitte 1990 die zweite Generation des Renault 5 ab.
Die seit Mitte 1999 erhältliche Stufenheckversion des Clio trägt die Bezeichnung Renault Thalia oder (bis zur zweiten Generation) Renault Clio Symbol und erfreut sich vor allem in Osteuropa großer Beliebtheit.
In Mexiko trug die  dritte Generation auch den Namen Renault Euro Clio. Die ältere Version wurde im asiatischen Raum entsprechend in Renault Clio Classic umbenannt und wird weiterhin parallel zur aktuellen Generation produziert. Die zweite Generation wurde auch als Renault Clio Grande oder Renault Clio Storia montiert.
Zum Ende der ersten sowie zweiten Generation gab es noch den als günstiges Sondermodell ausgelegten Renault Clio Campus.
In Asien, Süd- und Zentralamerika wird die Modellgeneration der 2010er Jahre auch als Nissan Platina angeboten. Der Symbol dagegen hat sich mittlerweile zu einem eigenständigen Modell entwickelt.
Der Begriff „Phase“ verweist bei Renault-Modellen auf die jeweiligen Facelifts der entsprechenden Modellreihe. So handelt es sich beispielsweise beim Clio II der Phase II um ein Modell der zweiten Generation mit dem ersten Facelift.
Der Clio IV von 2012 war das erste Fahrzeug, mit dem der neue Chefdesigner von Renault, Laurens van den Acker, seine mit dem Renault DeZir vorgegebene neue Design-Linie in ein Serienfahrzeug umsetzte.
Ende März 2020 wurde bekannt, dass der Clio an die Spitze der Neuzulassungen geklettert war. Das bis dahin meistverkaufte Auto war der Golf von VW. Dazu haben die COVID-19-Pandemie in Deutschland beigetragen und der Stopp der VW-Produktion. Im Februar zählten die europäischen Behörden 24.914 Zulassungen des Renault Clio (Golf 24.735 Neuzulassungen).
Im April 2025 war der Renault Clio das am häufigsten zugelassene Auto in Europa. Damit verdrängte er den Dacia Sandero vom Spitzenplatz als „beliebtestes“ Auto.

## Seitenlinien
Die Plattform des ersten Clio verwendete Renault auch für den Renault Kangoo und den Dacia Logan. 
Auf der technischen Basis des Clio wird seit 2013 der Mini-SUV Captur produziert. Ebenso beruht der Dacia Sandero der ersten Generation (2008) und der Dacia Sandero der zweiten Generation (2012) auf dem Clio (ersterer auf dem Clio III, letzterer auf dem Clio IV). Seit 2013 beruht wiederum der Dacia Logan II MCV auf dem Sandero der zweiten Generation und damit indirekt auf dem Clio IV.

## Die Baureihen im Überblick

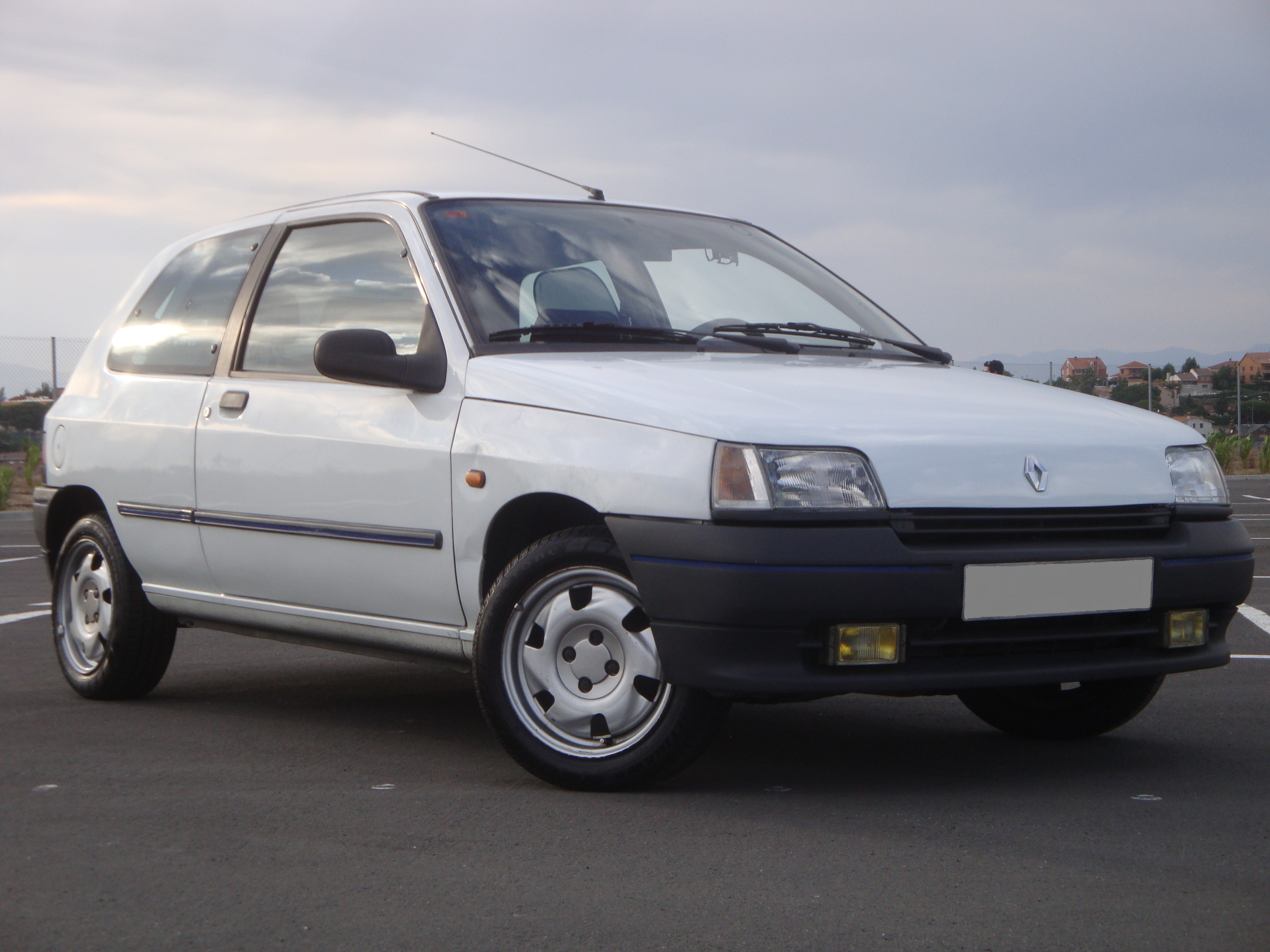
Renault Clio I 1990 bis 1998
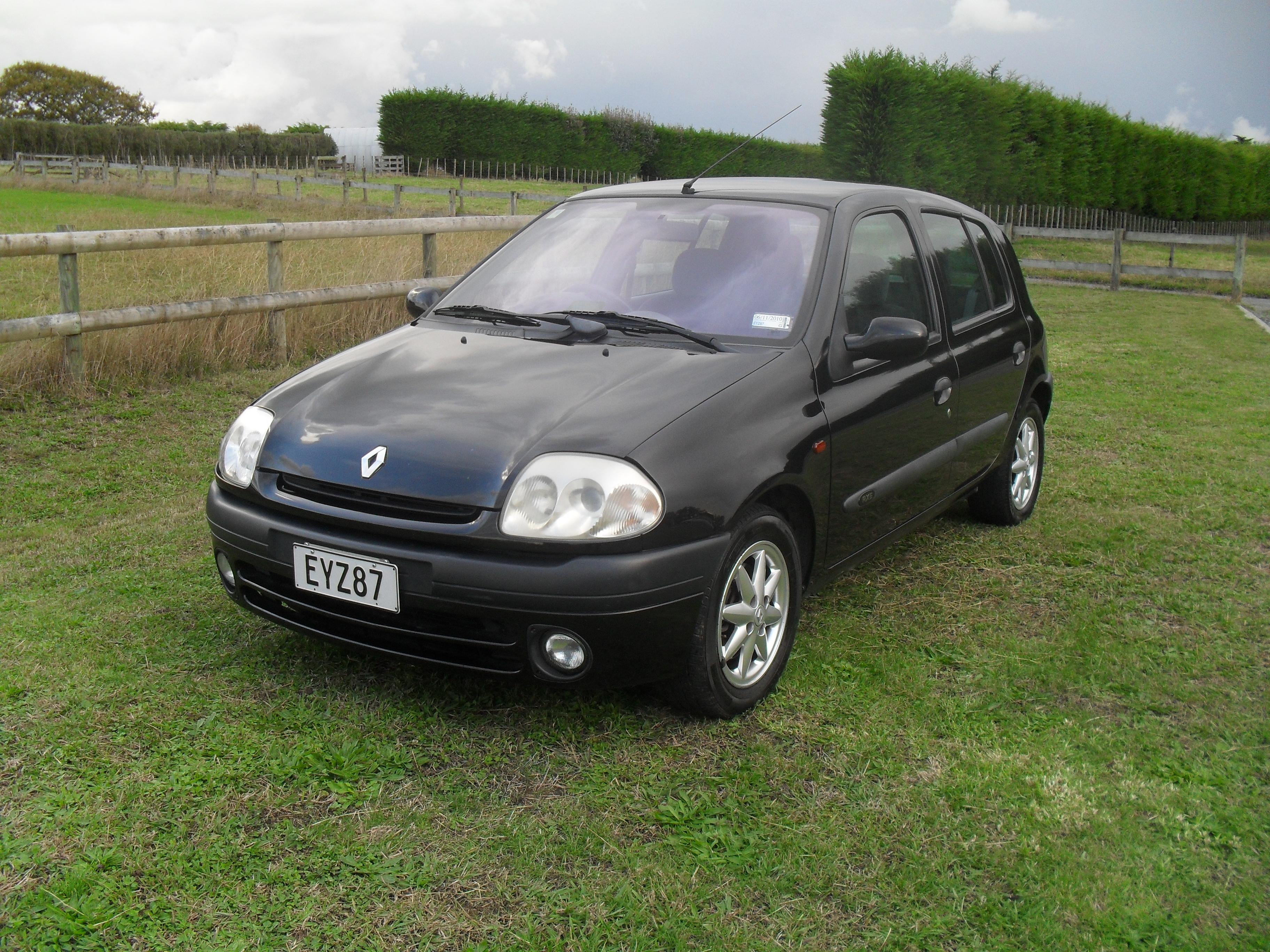
Renault Clio II 1998 bis 2005 (als Campus: bis 2012)
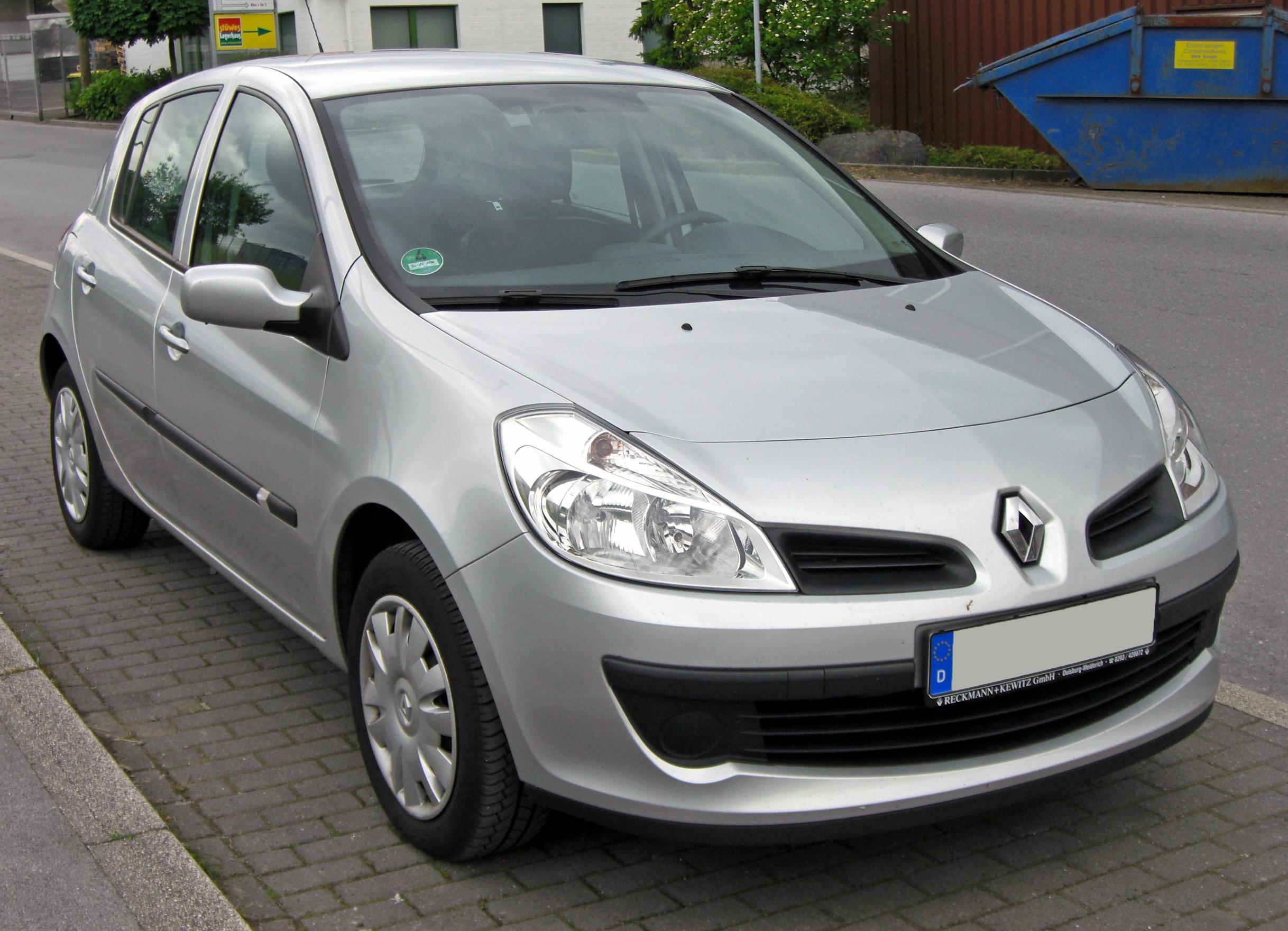
Renault Clio III 2005 bis 2013 (als Collection: bis 2014)
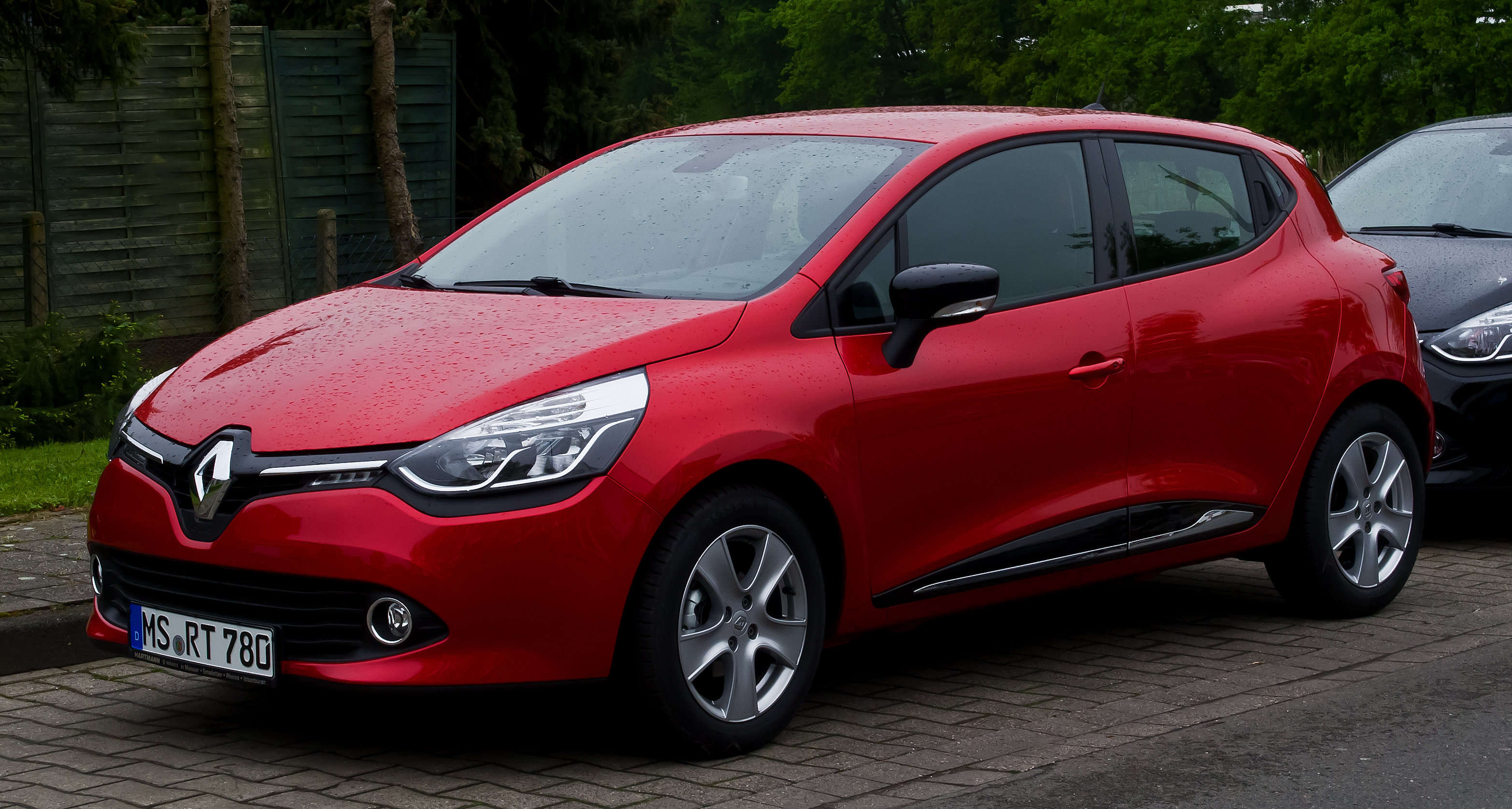
Renault Clio IV 2012 bis 2020
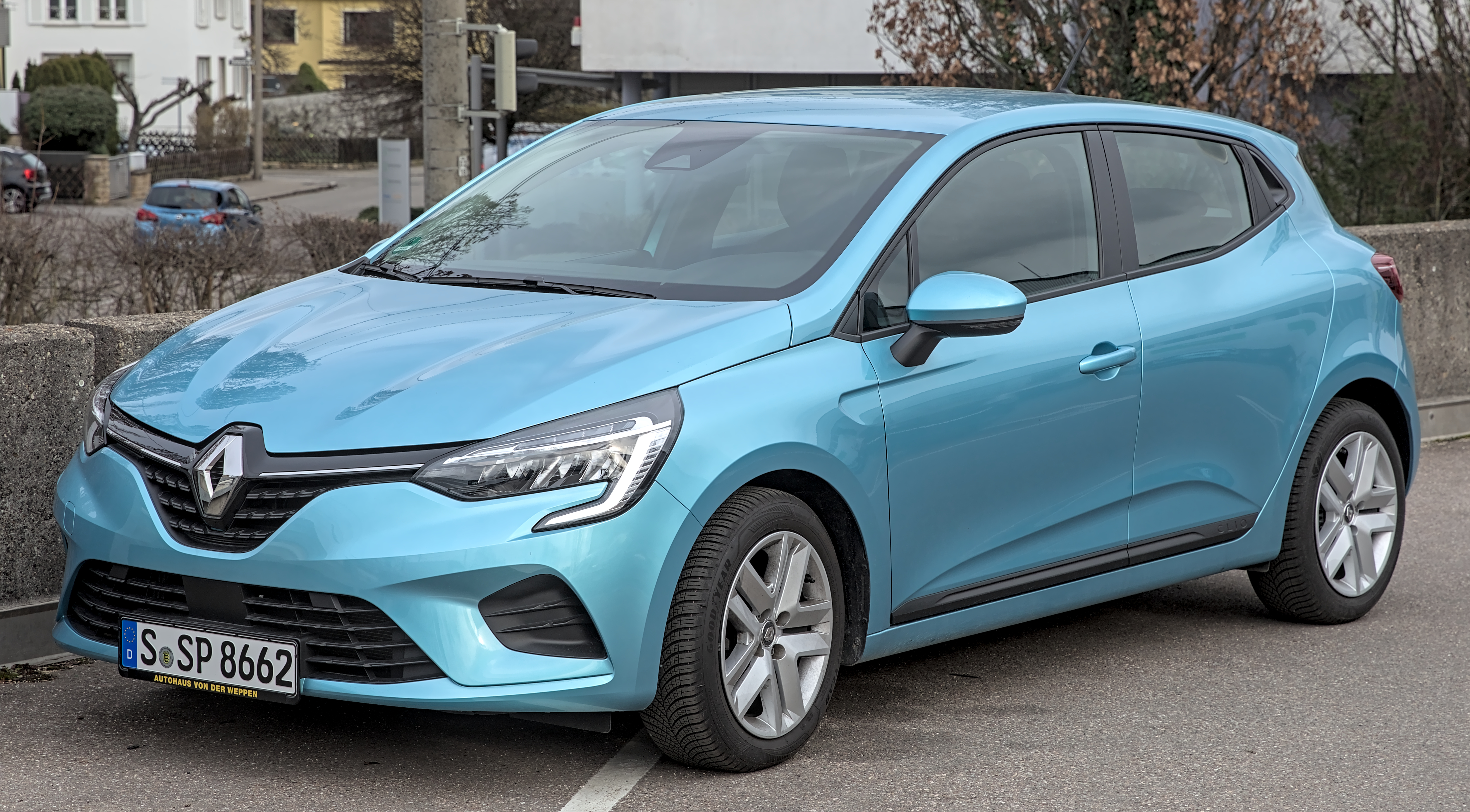
Renault Clio V seit 2019

## Clio als Rennwagen: Clio-Cup
Mit dem Renault Clio werden seit Jahren Markenpokale ausgetragen, unter anderem der europaweit stattfindende Eurocup Clio im Rahmen der World Series by Renault. Auch in Deutschland gab es von 2002 bis 2007 einen eigenständigen Clio Cup: Diese Version des Markenpokals hieß bis 2005 „Renault Clio Cup“ und ab 2006 „New Renault Clio Cup“. Von 2011 bis 2013 wurde der Clio Cup Bohemia veranstaltet, Nachfolger seit 2014 ist der Clio Cup Central Europe. Weitere Länder, in denen Clio-Cups existieren bzw. existierten, sind Frankreich, das Vereinigte Königreich, Italien, Spanien, die Niederlande, Dänemark, China, Belgien, Brasilien, Mexiko, die Türkei, Ungarn, Marokko, Portugal, Schweden und die Schweiz.
Meister des Eurocup Clio
| Saison | Fahrer        |
| ------ | ------------- |
| 2011   | Nicolas Milan |
| 2012   | Oscar Nogués  |
| 2013   | Josh Files    |
| 2014   | Oscar Nogués  |

Meister des Clio Cup Central Europe
| Saison | Fahrer                 |
| ------ | ---------------------- |
| 2013   | Dino Calcum            |
| 2014   | Dino Calcum            |
| 2015   | Pascal Eberle          |
| 2016   | Dino Calcum            |
| 2017   | Tomáš Pekař            |
| 2018   | Sebastiaan Bleekemolen |
| 2019   | Tomáš Pekař            |